# هايدن غودفري
هايدن غودفري (بالإنجليزية: Hayden Godfrey) مواليد 15 ديسمبر 1978 في نيوزيلندا، كان دراج نيوزلندي سابق في صنف سباق الدراجات على الطريق. سبق أن شارك في دورة الألعاب الأولمبية الصيفية وفاز بميدالية أولمبية. حقق أيضا ميدالية في دورة ألعاب الكومنولث.

## سجل النتائج

### سباقات أو مراحل فاز بها
- طواف فرنسا
- طواف إسبانيا
- طواف إيطاليا

## الميداليات
| الميدالية | المسابقة                  |
| --------- | ------------------------- |
| برونزية   | دورة ألعاب الكومنولث 2006 |

## روابط خارجية
- هايدن غودفري على موقع الاتحاد الدولي للدراجات (الإنجليزية)
- هايدن غودفري على موقع أرشيف الدراجات (الإنجليزية)
- هايدن غودفري على موقع إحصائيات الدراجات الإحترافية (الإنجليزية)
- هايدن غودفري على موقع نسبة الدراجات (الإنجليزية)
- هايدن غودفري على موقع أوليمبيديا (الإنجليزية)
- هايدن غودفري على موقع اتحاد ألعاب الكومنولث (مؤرشف) (الإنجليزية)